# Abaza

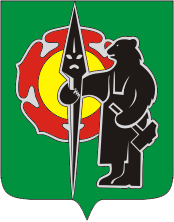
Abazas vapen.

Abaza (ryska: Абаза́) är en stad i delrepubliken Chakassien i Ryssland. Den ligger vid floden Abakan, cirka 150 kilometer sydväst om staden Abakan. Folkmängden uppgick till 16 009 invånare i början av 2015. Staden grundades 1856 i samband med järnmalmsfynd i området, och utvinningen är fortsatt viktig för den lokala ekonomin. Abaza fick status som stadsmässig bosättning 1957 och stadsstatus 1966.